# Helmut Zerlett

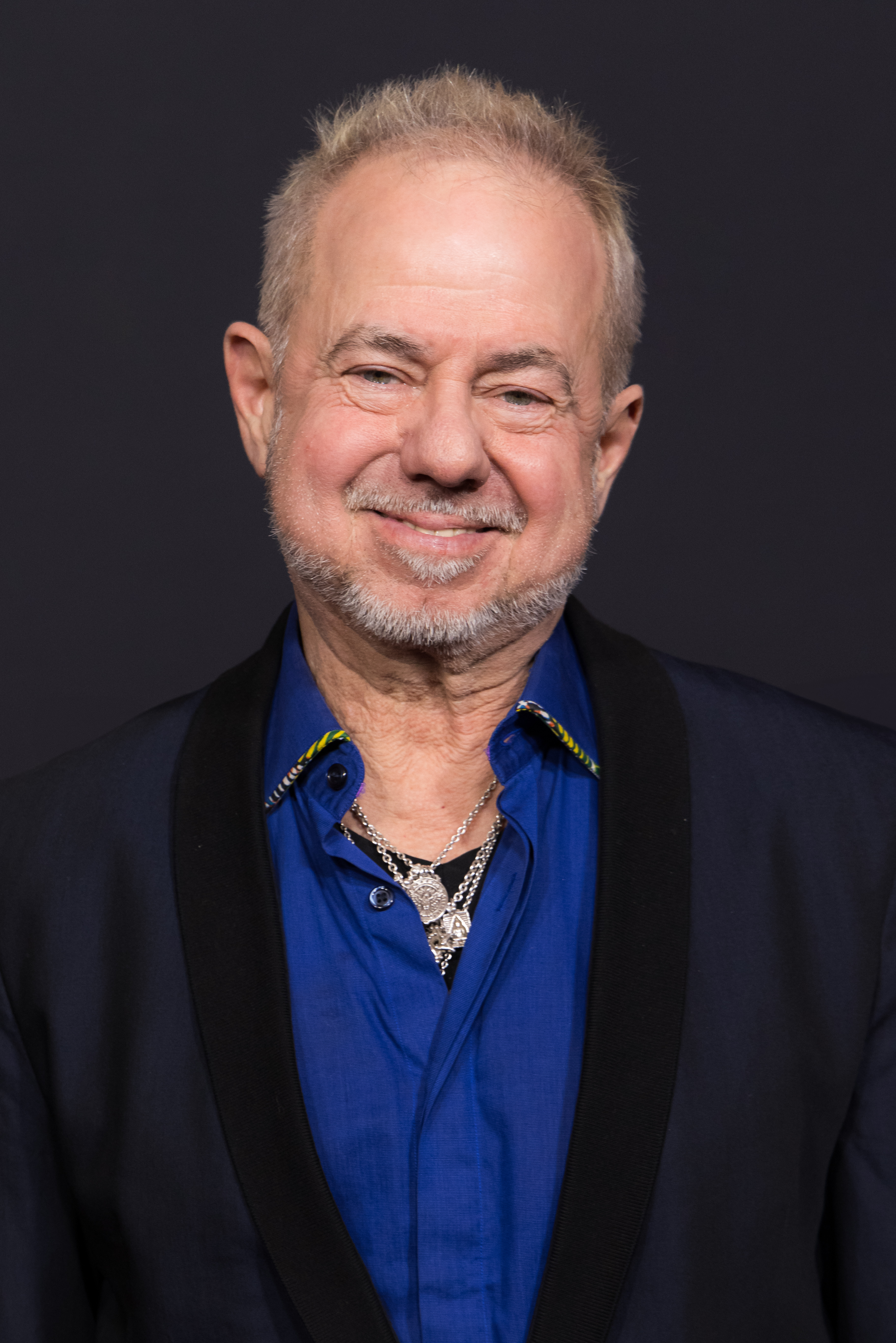
Helmut Zerlett (2024)

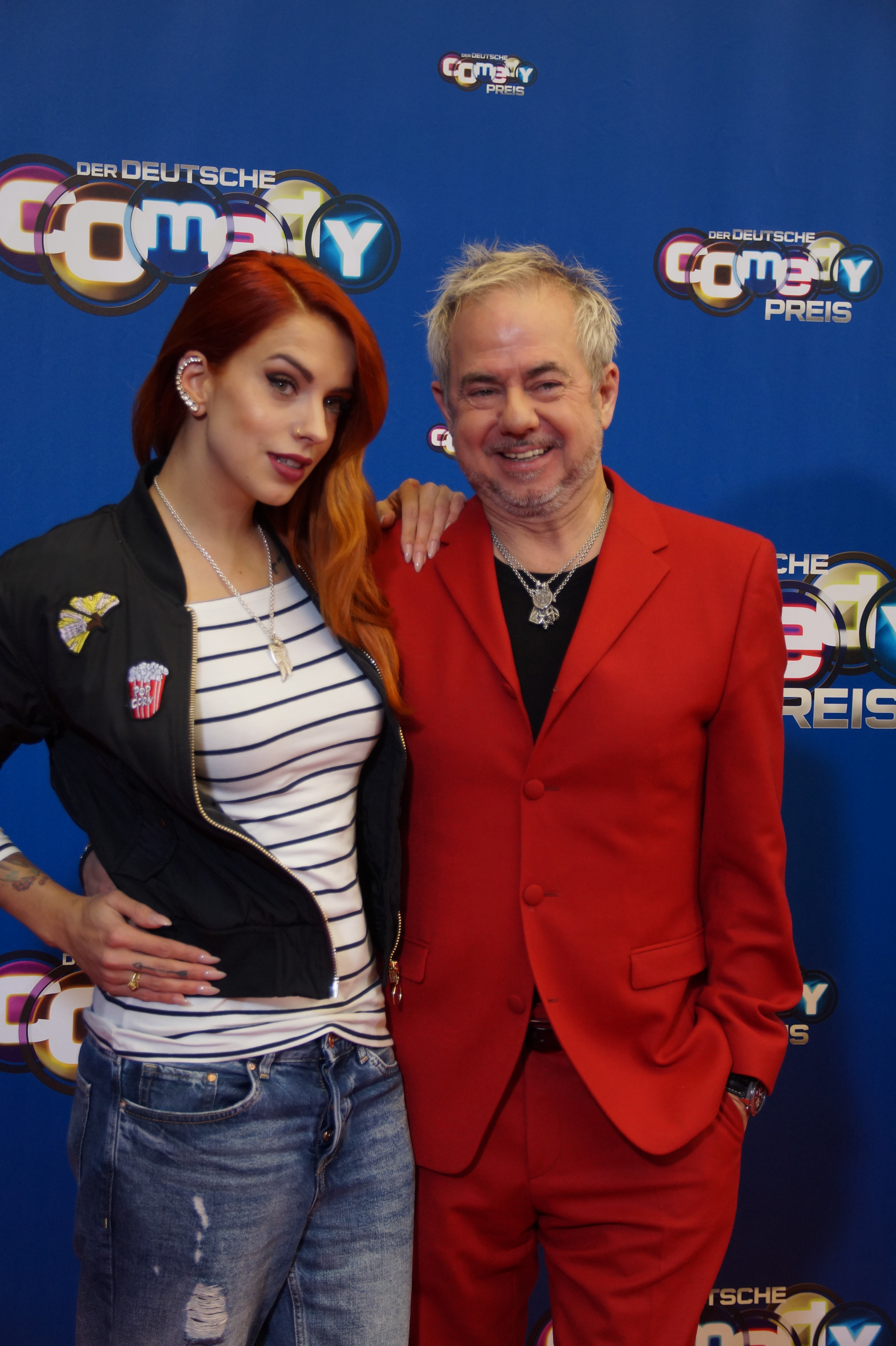
Helmut Zerlett mit seiner Tochter Jana Zerlett, Oktober 2016

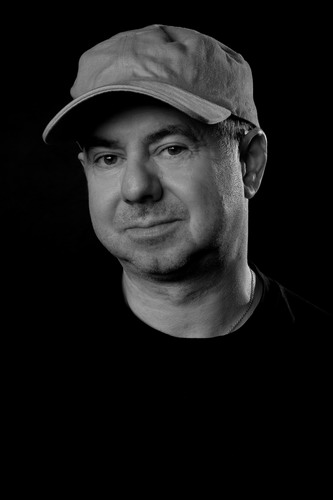
Helmut Zerlett (2009)

Helmut Werner Zerlett (* 29. März 1957 in Köln) ist ein deutscher Keyboarder, Komponist, Musikproduzent und Filmkomponist. Bekannt wurde er als Bandleader in den Shows von Harald Schmidt. Zerlett spielt Hammond-Orgel, Fender Rhodes und Synthesizer.

## Leben und Karriere
Die Musikausbildung von Helmut Zerlett begann 1962 an der elektronischen Orgel, später dann auch an der Kirchenorgel und dem Klavier. Ab 1974 machte er diverse Studioaufnahmen und Alben mit Jaki Liebezeit (Can) und Reebop Kwaku Baah (Traffic, The Rolling Stones). Es folgten Arbeiten mit dem Stockhausen-Schüler Holger Czukay. Ab 1981 arbeitete er vermehrt als Musikproduzent in London (Abbey Road Studios/Matrix Studios). Im selben Jahr war er auch Gründungsmitglied der Kölner Rockband Dunkelziffer. 1983 komponierte er mit Reebop Kwaku Baah und Stefan Krachten den Dancefloor-Klassiker Masimbabele. Seine erste Filmmusik komponierte er mit Sheldon Ancel 1984 für den Kurzfilm The Last Trip to Harrisburg mit Udo Kier und Rainer Werner Fassbinder. Zur Zeit der Neuen Deutschen Welle (NDW) gehörte er zur Band von Joachim Witt und nahm mit diesem 1983 das Album Märchenblau auf. Von 1987 bis 2005 gehörte er zur Studioband von Marius Müller-Westernhagen und begleitete ihn bei seinen Bühnenauftritten. 1990 und 1991 arbeitete er mit Stephan Remmler an dessen Album Projekt F – Auf der Suche nach dem Schatz der verlorenen Gefühle, das Cover-Versionen von Freddy Quinn enthält. 1993 produzierte er mit Gottfried und Nicole Tollmann unter dem Namen „Baked Beans“ mehrere elektronische Alben auf dem Sven-Väth-Label EYE Q RECORDS. Mit dem Joseph-Beuys-Schüler Walter Dahn komponierte er zu dieser Zeit als #9 DREAM auch mehrere Tonträger. Die offizielle Nürburgring-Hymne „King of the Ring“ wurde von Zerlett und dem damaligen Reamonn-Sänger Rea Garvey produziert, er selbst fuhr auch beim Alfa 147 Cup auf dem Nürburgring und mehreren anderen Rennstrecken mit.
Von 1995 bis 2003 war er musikalischer Leiter, Sidekick und Bandleader bei der Harald Schmidt Show. In der Mediensatire Late Show von Helmut Dietl aus dem Jahr 1999 trat er als Bandleader mit seiner Band in der Hannes-Engel-Show des Privatsenders Tele C auf. Im Jahre 2004 spielte er eine Nebenrolle im Kinofilm 7 Zwerge – Männer allein im Wald. Im selben Jahr nahm Zerlett als Gastmusiker den Song Schlau, versaut und gutaussehend auf dem Comeback-Album Anderster der schwäbischen Punk-Rock-Band Wizo auf, für diesen Song spielte Angelo Kelly das Schlagzeug ein. Ab 2006 war er (in jeder Folge) Überraschungsgast bei der RTL-Comedy Frei Schnauze. Im Oktober 2007 kehrte Zerlett als musikalischer Leiter und Bandleader der neuen Late-Night-Show Schmidt & Pocher zu Harald Schmidt zurück und begleitete ihn auch in der Nachfolgesendung Harald Schmidt (2009–2011) musikalisch. In der zweiten Laufzeit der Harald Schmidt Show, die von September 2011 bis April 2012 auf Sat. 1 und von September 2012 bis März 2014 auf Sky Deutschland ausgestrahlt wurde, war Zerlett als Bandleader ebenfalls Teil der Sendung.
Seit Mitte der 1990er Jahre konzentriert sich Zerlett auf die Komposition, Produktion und Orchestration von Filmmusiken.

## Privat
Helmut Zerlett ist der Sohn von Helmut und Katharina Zerlett und hat drei Schwestern. Er ist verheiratet und Vater von drei Töchtern, zwei aus erster Ehe mit Anja Zerlett (Isis und Jana) sowie eine aus seiner zweiten Ehe mit Natallia Zerlett (geb. Bahamolava).

## Bandleader in Fernsehshows
- Die Harald Schmidt Show (Dezember 1995 – Dezember 2003)
- Frei Schnauze (2006–2008)
- Schmidt & Pocher (Oktober 2007 – April 2009)
- Harald Schmidt (September 2009 – Juni 2011)
- Die Harald Schmidt Show (September 2011 – März 2014)

## Werke

### Diskografie (Auszug)
- 1977: Richard Schneider Jr.: Dreamlike Land
- 1980: Richard Schneider Jr.: Fatamorgana
- 1983: Joachim Witt: Märchenblau
- 1983: The Unknown Cases: Masimbabele
- 1989: Westernhagen: Halleluja
- 1990: Westernhagen: Live
- 1990: Jule Neigel Band: Wilde Welt
- 1991: Karl Keaton: Just Another Love Affair
- 1991: Stephan Remmler: Projekt F
- 1991: Jule Neigel Band: Nur nach vorn
- 1992: Westernhagen: JaJa
- 1994: Jule Neigel Band: Herzlich Willkommen
- 1994: Westernhagen: Affentheater
- 1996: Westernhagen: Keine Zeit
- 1998: Helmut Zerlett: Die Diebin – Ms. Diamond (Film-Soundtrack)
- 1998: Westernhagen: Radio Maria
- 2001: The Unknown Cases & Phew: Koyasan
- 2004: WIZO: Anderster
- 2005: Westernhagen: Nahaufnahme
- 2008: The Unknown Cases: Masimbabele Jubilee Edition

### Filmmusik (Kino)
Zerlett komponierte und arrangierte zahlreiche Filmmusiken
- 1984: Last Trip to Harrisburg (Kurzfilm)
- 1996: Die Fahrt ins Nirgendwo
- 1998: 5 Uhr Schatten
- 1998: Lava – Hinter der Welt ist’s ausserirdisch
- 2002: Nachtmusik (Kurzfilm)
- 2004: Superbabies: Baby Geniuses 2
- 2005: Acting (Kurzfilm)
- 2006: Maria an Callas
- 2007: Neues vom WiXXer
- 2007: Kein Bund für’s Leben
- 2010: Jerry Cotton
- 2011: Der ganz große Traum
- 2011: The Visitor (Kurzfilm)
- 2012: Das Haus der Krokodile
- 2012: Die Vampirschwestern
- 2013: Systemfehler – Wenn Inge tanzt
- 2013: Die Vampirschwestern 2 – Fledermäuse im Bauch
- 2014: Die Mannschaft
- 2016: Robbi, Tobbi und das Fliewatüüt
- 2016: Die Vampirschwestern 3 – Reise nach Transsilvanien
- 2018: Der Vorname
- 2018: Kalte Füße
- 2020: Enkel für Anfänger
- 2020: Berlin, Berlin – Der Film
- 2021: Bekenntnisse des Hochstaplers Felix Krull
- 2022: Mein Lotta-Leben: Alles Tschaka mit Alpaka!
- 2022: Der Nachname
- 2024: Der Spitzname

### Filmmusik (Fernsehfilm und Werbung)
- 1995–1996: Lollo Rosso
- 1996: Der Clown (Pilot Film)
- 1996–2000: Der Clown (Serie)
- 1998: Die Diebin
- 2003: Der Dicke (Titelmusik)
- 2004–2005: Maja (Serie)
- 2004: Jetzt erst Recht! (Serie)
- 2005: Tote haben keine Lobby
- 2005: Freunde für Immer – Das Leben ist rund (Serie)
- 2006: Switch Reloaded (Serie)
- 2006: Crash Kids – Trust No One
- 2006: Mein Traum von Venedig
- 2007: Die besten Frauen der Welt
- 2007: Maddin in Love (Serie)
- 2007: Die Schnüfflerin – Peggy kann’s nicht lassen
- 2008: Rennschwein Rudi Rüssel
- 2009: Der Duft von Holunder
- 2010: Niemand ist eine Insel
- 2011: Herbstkind
- 2011: Weihnachten … ohne mich, mein Schatz!
- 2012: Utta Danella – Die Himmelsstürmer
- 2013–2016: Die Kanzlei
- 2013: Nachbarn süß-sauer
- 2013: Utta Danella – Von Kerlen und Kühen
- 2014: Mutter auf Streife
- 2014: Utta Danella – Lisa schwimmt sich frei
- 2014: Die Staatsaffäre
- 2015: Allianz – #Titeltraum (Werbefilm)
- 2015: Breuninger – Männer, die Düsseldorf gut aussehen lassen (Werbefilm)
- 2016: Das beste Stück vom Braten
- 2015: Mord in bester Gesellschaft – Bitteres Erbe
- 2016: Hotel Heidelberg – Kramer gegen Kramer, Kommen und Gehen, Tag für Tag
- 2016: Für jede Lösung ein Problem
- 2016: Über die Grenze – Alles auf eine Karte
- 2017: Mord in bester Gesellschaft – Winters letzter Fall
- seit 2018: Dennstein & Schwarz (Filmreihe)
  - 2018: Sterben macht Erben
  - 2019: Pro bono, was sonst!
  - 2020: Rufmord
- 2018: Billy Kuckuck – Margot muss bleiben!
- 2018: Der Nesthocker
- 2018: Frankfurt, Dezember 17
- 2019: Tatort: Die Guten und die Bösen
- 2019: Billy Kuckuck – Eine gute Mutter
- 2020: Billy Kuckuck – Aber bitte mit Sahne!
- 2020: Martha und Tommy
- 2021: Nestwochen
- 2021: Billy Kuckuck – Angezählt
- 2022: Billy Kuckuck – Mutterliebe
- 2022: Du sollst hören
- 2023: Da hilft nur beten!
- 2023: Einspruch, Schatz! – Ein Fall von Liebe
- 2023: Einspruch, Schatz! – Unter Vätern
- 2024: Für immer Sommer – Ein neues Leben
- 2024: Für immer Sommer – Enthüllungen
- 2025: Eine mit Herz – Familiengeheimnisse

### Bandprojekte
- 1979 Food Band, Köln mit Wolf Maahn, Axel Heilhecker, Mathias Keul, Jan Dix
- 1980 Phantom Band mit Jaki Liebezeit (Can), Rosko Gee (TRAFFIC, Can), Olek Gelba und Dominik von Senger
- 1981 Dunkelziffer
- 1981 Organist der Band von Joachim Witt, Single Goldener Reiter
- 1983 Ethno-Dancefloor-Hit („Masimbabele“) mit den „Unknown Cases“.
- 1992 Trance Groove, Köln
- 2005 mit Rolf Stahlhofen von Söhne Mannheims eine JamBand
- 2011 mit den Beatsteaks zwei Konzerte in der Berliner Max-Schmeling-Halle

Alben
- Solid Gold Easy Action (1994)
- Paramount (1996)
- Musique legère (1999)
- Driving South (2000)
- Meant to be like this (2003)
- Orange (2008)

## Auszeichnungen und Nominierungen
- 2005 – Klavierspieler des Jahres
- 2007 – Deutscher Comedypreis als Ensemblemitglied von Frei Schnauze XXL (Beste Comedy-Show)
- 2008 – Bester internationaler Fußballfilm für „Die besten Frauen der Welt“
- 2008 – EMIL für „Rennschwein Rudi Rüssel“
- 2011 – Nominierung Preis der Deutschen Filmkritik für „Jerry Cotton“
- 2013 – Bayerischer Filmpreis 2012 für „Das Haus der Krokodile“
- 2013 – Goldener Spatz für „Das Haus der Krokodile“
- 2013 – Nominierung Deutscher Filmpreis für „Das Haus der Krokodile“
- 2013 – Nominierung Preis der Deutschen Filmkritik für „Das Haus der Krokodile“
- 2022 – Nominierung Deutscher Fernsehpreis in der Kategorie Beste Musik Fiktion (gemeinsam mit Robert Matt).[6]